# Деветнаеста влада Николе Пашића
Деветнаеста влада Николе Пашића је била влада Краљевине Срба, Хрвата и Словенаца која је владала од 21. маја 1924. до 27. јула 1924. године.

## Историја
У декларацији прве Пашић-Прибићевић владе говори се о потреби чувања Видовданског устава. Хрватској је претила парцелизација, односно испуњење поделе на 33 области. Због тога ХРСС попушта и њени посланици се налазе у Београду. Међутим, верификација њихових мандата тече споро јер је влада Пашић-Прибићевић знача да ће остати у мањини у Скупштини онда када буде верификовано 70 мандата ХРСС. Опасност по владу је постала још већа онда када је 8 немачких посланика прешло са стране владиног блока на страну опозиције. Пашић је предлагао краљу да распусти Народну скупштину. Овај на то није пристао, али је на чело нове владе поново ставио Пашића. Тако је 21. маја 1924. године формирана друга Пашић-Прибићевићева влада са сличним саставом као и претходна. Ова влада више није могла да избегне верификацију мандата. Коначно, 27. маја Народна скупштина је верификовала и преостала 47 мандата ХРСС. Влада је изгубила већину у Скупштини, али је председник Скупштине, по одредбама Видовданског устава заказао следеће заседање за октобар идуће године и тиме продужио мандат радикалске владе још за годину дана.
Убрзо после мајских догађаја формиран је Опозициони блок између представника опозиционих странака које су деловале у Народној скупштини (ДС; СЛС; ЈМО) и ХРСС. Њен задатак био је да странке заједнички иступе и сруше Пашић-Прибићевићеву владу. Одјек проглашења Опозиционог блока у народу је био велики. Пашић је краљу поново предложио распуштање Скупштине, на шта краљ није пристао, јер би тиме отворено издао начела парламентаризма. Пашић је због тога понудио оставку, а краљ је састав нове владе поверио Љуби Давидовићу. Давидовићева влада формирана је 27. јула 1924. године и у њу су ушли представници странака Опозиционог блока и радикалски дисидент Настас Петровић.

## Чланови владе
| Функција                                                         | Слика | Име и презиме       | Детаљи |
| ---------------------------------------------------------------- | ----- | ------------------- | ------ |
| Председник Министарског савета                                   |       | Никола П. Пашић     |        |
| Министар иностраних дела                                         |       | Момчило А. Нинчић   |        |
| Министар војске и морнарице                                      |       | Петар Пешић         |        |
| Министар унутрашњих дела                                         |       | Милан Сршкић        |        |
| Министар правде                                                  |       | Првислав Грисогоно  |        |
| Министар просвете                                                |       | Светозар Прибићевић |        |
| Министар финансија                                               |       | Милан Стојадиновић  |        |
| Министар грађевина                                               |       | Милош Трифуновић    |        |
| Министар трговине и индустрије                                   |       | Хинко Кризман       |        |
| Министар пољопривреде и вода                                     |       | Крста Љ. Милетић    |        |
| Министар пошта и телеграфа                                       |       | Велимир Вукићевић   |        |
| Министар шума и руда                                             |       | Драгутин С. Којић   |        |
| Министар социјалне политике                                      |       | Никола Т. Узуновић  |        |
| Министар народног здравља                                        |       | Славко С. Милетић   |        |
| Министар вера                                                    |       | Војислав Јањић      |        |
| Министар припреме за Уставотворну скупштину и изједначење закона |       | Марко Н. Трифковић  |        |
| Министар аграрне реформе                                         |       | Милан Симоновић     |        |
| Министар саобраћаја                                              |       | Светислав Поповић   |        |